# Bodianus solatus
Bodianus solatus är en fiskart som beskrevs av Martin F. Gomon 2006. Bodianus solatus ingår i släktet Bodianus och familjen läppfiskar. IUCN kategoriserar arten globalt som otillräckligt studerad. Inga underarter finns listade.